# دان سيمونس
دان سيمونس (بالإنجليزية: Dan Simmons)‏ (4 أبريل 1948، بيوريا في الولايات المتحدة - ) روائي أمريكي، حاصل على جائزة هوغو لأفضل رواية عن «هايبريون» في العام 1990.

## روابط خارجية
- دان سيمونس على موقع IMDb (الإنجليزية)
- دان سيمونس على موقع ميوزك برينز (الإنجليزية)
- دان سيمونس على موقع إن إن دي بي (الإنجليزية)